# Uladzimir Chapelin
Uladzimir Chapelin, también transliterado como Vladimir Chepelin –en ruso, Владимир Чепелин; en bielorruso, Уладзімір Чапелін– (Cherikov, 15 de julio de 1988), es un deportista bielorruso que compitió en biatlón. Ganó una medalla de bronce en el Campeonato Europeo de Biatlón de 2011, en la prueba por relevos.

## Palmarés internacional
| Campeonato Europeo | Campeonato Europeo   | Campeonato Europeo | Campeonato Europeo |
| Año                | Lugar                | Medalla            | Prueba             |
| ------------------ | -------------------- | ------------------ | ------------------ |
| 2011               | Val Ridanna (Italia) | Medalla de bronce  | Relevos            |